# Aurel Filimon
Aurel Filimon (n. 6 martie 1891, Monor, județul Bistrița-Năsăud – d. 3 martie 1946, Rapoltu Mare, județul Hunedoara) este una dintre personalitățile perioadei interbelice, care a pus bazele Muzeului Județean Mureș din Târgu-Mureș. A fost pasionat de arheologie, etnografie și folclor, istorie naturală, paleontologie și geologie. A fost un muzeograf desăvârșit, istoric și arheolog, folclorist de marcă, bibliolog, etnograf și publicist.

## Originea și studiile

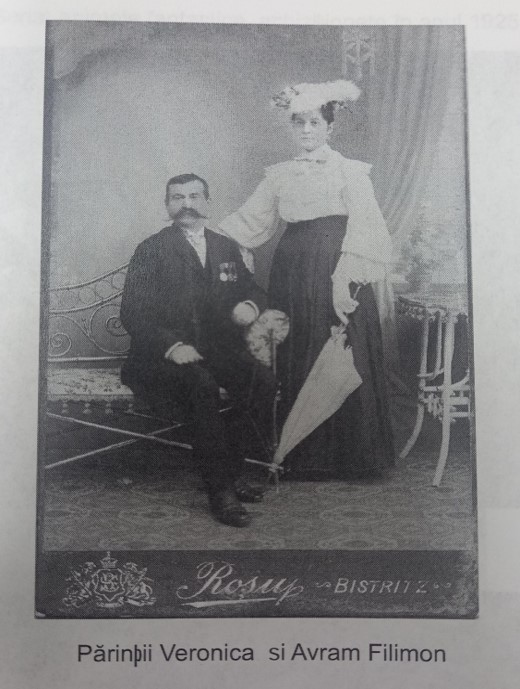
Părinții Avram Filimon și Veronica Filimon

S-a născut  la 6 martie 1891 în comuna Monor (Bistrița Năsăud), din părinții Avram Filimon, originar din comuna Rapoltu-Mare (județul Hunedoara) și Veronica Filimon, născută Bejan, dintr-o străveche  familie din Monor.  
Urmează clasele primare și cele patru clase gimnaziale la școala civilă din Bistrița. Își continuă studiile la Școala Normală din Deva, pe care o absolvă în anul 1910. În această școală s-a distins ca elev eminent la studii, și chiar din ultimii ani petrecuți aici s-a interesat în mod deosebit de studiul istoriei, cu specială privire asupra arheologiei și etnografiei. Fiind încă elev, la numai 17 ani, îl vedem într-o fotografie în mijlocul colecțiilor sale proprii, obiecte care reflectă trecutul îndepărtat al pământului natal. La Deva, s-a remarcat până și în activitatea sportivă a școlii, obținând locul întâi la un concurs de atletism, premiat printr-un ceas de buzunar din argint cu inscripția evenimentului și a numelui său.  
După absolvirea școlii normale, îl găsim, în anul 1910, învățător la Vișeu de Sus în Maramureș, unde, chiar din primul an al activității sale, a studiat comorile folclorului, deosebit de bogat din această regiune impresionat de frumusețea și originalitatea acestui tezaur spiritual. Adună folclor literar maramureșean din regiune, alcătuind o colecție compusă din 2718 piese, ținând legătură permanentă cu academicianul I.Bianu, directorul Bibliotecii Academiei Române. Colecția este alcătuită din trei volume 1.Poezii populare din Maramureș, 2.Basme în versuri, basme în proză, 3.Credințe, descântece și farmece din județele Bistrița, Solnoc-Dobâca, Sălaj, Cojocna și Maramureș.  

Statuia lui Aurel Filimon din Târgu-Mureș

În 1912-1913 i se publică, în revista Etnographia din Budapesta, o culegere de folclor, datini și credințe din zona Bistriței. La numai 21 de ani devine membru al Societății Maghiare de Etnografie (Magyar Néprajzi Társaság), al Societății Maghiare de Științe Naturale (Magyar Természettudományi Társulat) și al Societății Maghiare de Geologie (Magyar Földtani Társulat). 
Anii 1911 până în 1914 au fost pentru Aurel Filimon, tânărul plin de elan și idealuri înalte, ani fructuoși, de ferventă activitate și bun prilej de perfecționare. Perioada corespunde și cu desăvârșirea studiilor sale lingvistice. Încă la școala medie din Bistrița și-a însușit la perfecție limbile germană și maghiară, studiind de asemenea limba latină și limbi moderne ca franceza și engleza. Mai târziu, sub influența studiilor orientalistice cu profesorul universitar Vambery Armin, se inițiază în limba ebraică, greaca veche și limba țiganilor. 
Între 1913-1914 Aurel Filimon studiază la universitățile din Budapesta și Berlin, unde frecventează cursurile de istorie, arheologie, filologie și științe naturale. Este remarcat de către profesorii săi și este încadrat în colectivul științific al Muzeului Național de Etnografie din Budapesta, dându-i-se posibilitatea ca, pe lângă studiile teoretice, să desfășoare și o muncă de studii pe teren. 

## Viața și activitatea
Odată cu declanșarea primului război mondial, se întoarce în România, la București, devenind asistent al profesorului Al.Tzigara-Samurcaș și secretar la Muzeul de Artă Națională. După intrarea României în război,  
în septembrie 1916, îl însoțește pe directorul muzeului într-o misiune de ocrotire și inventariere a patrimoniului muzeal din teritoriile ocupate de armata română, din însărcinarea Ministerului de Război. 
In această perioadă Aurel Filimon a cunoscut un mare număr de oameni de seamă ai culturii românești printre care pe: Nicolae Iorga, Vasile Pârvan, Octavian Goga, Simion Mehedinți, Ion Andrioșescu, Alexandru Rosetti, Dimitrie Gusti și alții, care au influențat pozitiv orientarea sa științifică, personalități cu care a întreținut legături prin contactele personale directe, unele dăinuind până la sfârșitul vieții sale. O astfel de prietenie a fost cea, de o viață întreagă, cu Octavian Goga, întreținută printr-un viu schimb de scrisori, prin trimiterea cu dedicație a volumelor apărute, prin dăruirea de fotografii și vizite cu toate ocaziile trecerii poetului prin Târgu-Mureș sau a lui Aurel Filimon pe la București.
În 1917 a fost arestat de trupele de ocupație germane din București, fiind considerat dezertor din armata austro-ungară. După demobilizarea generală in 1918, se stabilește definitiv la Târgu-Mureș.
În Târgu-Mureșul acelor zile, el a găsit un teren prielnic, fiindcă, așa cum reiese din presa locală a timpului, în oraș nu exista un muzeu cu caracter științific. Filimon propune organizarea unui muzeu arheologic și etnografic în Târgu-Mureș. În 1920, ministrul Trancu-lași acordă bani pentru înființarea unui muzeu de artă populară românească și secuiască. Aurel Filimon fiind însărcinat cu organizarea acestui muzeu, cât și cu conducerea secției românești a bibliotecii orășenești, pentru completarea căreia, tot la intervenția sa personală, s-au trimis de la București mai multe mii de volume de literatură românească.

## Arheolog și etnograf
Aurel Filimon propune constituirea unui muzeu de arheologie și etnografie și cu ocazia Adunări generale a asociației pentru literatură română și cultura poporului român, care a avut loc la 1 decembrie 1920. Primăria municipiului Tg.-Mureș îl numește custode al muzeului nou înființat la data de 1 mai 1921. Din acest moment începe munca lui de colecționare asiduă a obiectelor de arheologie și de artă populară, care vor forma temelia și colecția de bază a muzeului de astăzi. În anul 1921, prin propriile puteri, organizează în două săli din Palatul Culturii o expoziție de artă populară românească și secuiască, cu toate greutățile întâmpinate de faptul că autoritățile locale nu sprijineau acțiunile culturale, așa cum reiese din ziarul local „Tükör” (Oglinda) nr. 8/1921. 
Personalitate complexă ca arheolog și etnograf, de numele lui se leagă descoperiri, astăzi de o mare însemnătate științifică, intrate în circuitul științific european, precum cele din comuna primitivă și perioada prefeudală de la Lechința de Mureș, depozitul bronzului hallstattian de la Suseni, comunicat în revista „Dacia”. A efectuat săpături arheologice și la Cristești, scoțând la iveală așezarea romană de aici. Capul Junonei sculptat în alabastru descoperit aici de către Aurel Filimon este trimis peste hotare la expoziții arheologice internaționale, iar fibula de la Suseni este emblema muzeului județean de astăzi.  

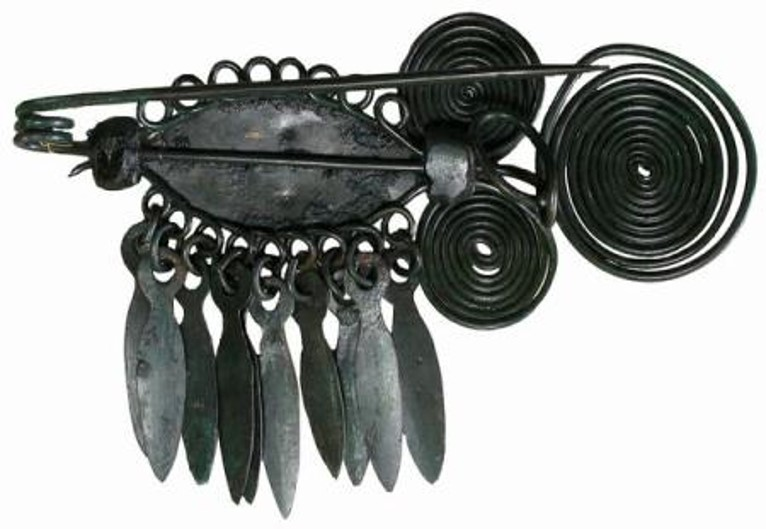
Fibula de la Suseni, descoperită de Aurel Filimon, astăzi emblema Muzeului Județean Mureș

În munca de colecționare a materialului muzeologic întâmpină mari greutăți, atât din cauza lipsei bazei materiale, cât și din cauza stării de înapoiere a drumurilor. Cu banii săi proprii și-a cumpărat un cal și o trăsură, cu care cutreiera satele zonei Mureșului și, de fiecare dată, din aceste deplasări se întorcea cu achiziții prețioase. Dragostea pentru vechiul port popular din satul său natal izvorăște din convingerea că aceste veșminte păstrează reminiscențele unei culturi materiale străvechi. De aceea, cu ocazia unor manifestări culturale el însuși îmbrăca acest costum. Portul popular este, după părerea sa, un argument de continuitate.   
Aurel Filimon prezintă un nou memoriu către primarul municipiului Tg.-Mureș, din data de 18 martie 1931 în care propune planul unui muzeu cu următoarele secții: arheologie, etnografie și științe naturale, fiindcă până la această dată înjghebase o colecție vastă de paleontologie, entomologie, un bogat ierbar de plante. Cere din nou subvenții pentru organizarea muzeului, propune amplasarea acestuia în localul din strada Horia.
Lipsa totală de sprijin din partea autorităților pentru acordarea unui local adecvat pentru muzeu preocupă și presa locală din acele timpuri. Ziarul „Înainte”, din 2 oct. 1932, sub titlul: În atenția primăriei. Muzeul arheologic scria: „Neobositul director al micului muzeu de antichității de la Palatul Cultural, dl. A. Filimon, a strâns cu multă râvnă un material care constituie, nu numai pentru orașul nostru, dar chiar și pentru întreaga țară, un tezaur neprețuit (...) În ultimii ani Dumnealui a strâns atât material, încât unica sală din clădirea Palatului Cultural pusă la dispoziția muzeului a devenit neîncăpătoare. Pentru aceea, ar fi de dorit ca Primăria, căreia îi revine meritul de a poseda acest muzeu, unic în felul lui, să pună la dispoziția muzeului un local (...) pentru ca acest muzeu de mare valoare științifică să se bucure de un confort special. Ar mai fi de dorit ca, după aranjare, să se permită și accesul publicului interesat(...)”
Cu ocazia ultimei sale vizite la Tg.-Mureș, dl. N. Iorga îndrăgostit fanatic al trecutului nostru, interesându-se de muzeul pe care îl credea deja înființat, a constatat cu surprindere, că el nu există și că neprețuitele vestigii pe care le văzuse și le studiase acum câțiva ani, stăteau tot risipite în mansardele Palatului Cultural, nedate folosinței publice. Dorința strălucitului istoric și mare român, transmisă d-lui prefect se va traduce cât de curând în fapt. Ca urmare, Primăria a cedat în sfârșit două săli în Palatul Cultural pentru expunerea obiectelor muzeului. Deschiderea inaugurală pentru public s-a făcut însă de-abia în luna aprilie 1934.
Aurel Filimon încă din prima tinerețe a început să colecționeze material paleontologic și diferite minerale, după cum reiese din fotografiile ce-l reprezintă în acel timp înconjurat de obiecte adunate de el. Mai târziu, la București și apoi la Tg.-Mureș cu ocazia excursiilor de colectare a obiectelor pentru muzeu, el descoperă și adună materialele formațiunilor geologice, floră și faună. Astfel colecțiile sale de „istorie naturală” provin din județele Muscel, Vâlcea, Dobrogea, Mureș, Cluj, Harghita, Hunedoara, Bihor și Maramureș.

## Bibliotecar și activitatea sa publicistică
Din 1922 ocupă un post de bibliotecar la Biblioteca Municipală din Târgu-Mureș, unde ulterior va ajunge director în 1936.  Fără fonduri materiale, fără sprijin din partea conducerii de atunci a orașului, prin nenumărate drumuri, chiar și pe cheltuială proprie, făcute la București, prin relațiile personale, a reușit să adune de la diferite instituții de cultură precum Academia, Fundația Universitară, Biblioteca Universității, Casa Școalelor, mii și mii de volume de cărți și periodice care și astăzi formează nucleul și fondul tradițional al Bibliotecii Județene Mureș. 
Această instituție a devenit un adevărat focar de cultură, loc de întâlnire a intelectualilor din Tg.-Mureș, unde primea oricine îndrumări științifice sau informații din orice domeniu de studiu. Au fost atrași în lumea cărților nu numai intelectuali, dar și muncitori, mici meșteșugari și elevi de liceu, cărora, prin discuții și îndrumări bibliografice competente, le trezea interesul pentru lectură. 
Din anul 1921 colaborează cu Institutul Național de Istorie din Cluj, cercetând în fondurile Bibliotecii Teleki sursele referitoare la istoria românilor. În arhivele statului cercetează documentele privitoare la revoluția din 1848-1849. Preocupat de cercetarea tipăriturilor vechi românești, aduce substanțiale completări la bibliografia veche românească prin descoperirea și descrierea unui număr însemnat de cărți. 
Pasionat bibliofil, profund cunoscător și iubitor al cărții,  Aurel Filimon și-a adunat o bibliotecă personală care cuprindea două mii de volume, opere de autori români cât și străini dintre cele mai reprezentative, din domeniul istoriei, arheologiei, etnografiei, geologiei, geografiei, științelor naturale, bibliologiei, necesare pentru documentarea sa. O preocupare permanentă, începând din anii de tinerețe, a fost grija pentru îmbogățirea bibliotecii sale. Ține legătura cu librarii și anticarii din țară și străinătate, achiziționând publicații de specialitate necesare mai ales pentru documentarea originii, unității și continuității poporului român.  
Aurel Filimon a avut o activitate publicistică pe plan local și în revistele științifice și culturale românești cele mai reprezentative (Dacia, Dacoromania, Boabe de grâu, Convorbiri literare ș.a.). Celebrul Le dépôt en bronses de Suseni, a fost publicat în 1924 în revista „Dacia”, în care prezintă depozitul de bronzuri de la Suseni și prin care i-a oferit noi surse lui Vasile Pârvan, autorul monumentalei opere Getica (1926), în care sunt reproduse Fibula de bronz de tip carpatic și piese din depozitul descoperit de A. Filimon. În articolul său Le depot de bronze de Suseni apărut în Dacia I / 1924, Filimon preciza la condițiile descoperirii: „… la cariera de argilă din localitate, în primăvara lui 1924 (…) s-a descoperit, conform afirmațiilor muncitorilor, o vază mare, care conținea obiecte de bronz (…) și un ghem de fir de aur din care noi nu deținem decât un fragment de aproximativ 15 cm; săteanul care îl găsise îl vânduse deja unei persoane necunoscute (…). Vaza care conținea obiectele s-a spart și n-a putut fi reconstruită. Comoara se compune din 91 de piese întregi și fragmentare.” În inventarul pieselor descoperite care a fost publicat – care ulterior a mai suferit unele modificări – figurează 8 vârfuri de lance, 10 securi cu dispozitiv de înmănușare (celturi), din care 5 întregi și 5 fragmentare, 14 seceri, 33 de brățări, 3 fragmente de săbii, fragmentare și fibulele, printre care și celebra Fibulă de la Suseni,,.  
Ceea ce l-a interesat îndeosebi pe Aurel Filimon a fost dovedirea vechimii, a autohtoniei și continuității poporului român, pregătirea sa multilaterală permițându-i să utilizeze în sprijinul acestei teze, care a preocupat constant istoriografia noastră, argumente din domeniile arheologiei, istoriei și etnografiei, sintetizate în Contribuțiuni la vechimea românilor în Ardeal.
Alte scrieri ale sale sunt „Cetatea de la Cristești (Sangidava)”, „Diferite documente muntenești”, „Contribuțiuni la bibliografia istorică a Ardealului”, „Biblioteca telekiană din Târgu-Mureș”, publicat în revista ilustrată „Boabe de grâu”, „Dansuri și melodii românești în sec. [al] XVI lea”, „Fata de român când își pierde oile”, „Mormântul lui Constantin Roman”, „Avram Iancu”, „Palatul Cultural din Târgu-Mureș”, publicat în revista „Boabe de grâu”, „Memorii despre evenimentele anilor 1848-1849. Reghinul Săsesc și Regiune”.

## Muzeograf
Viața și activitatea lui Aurel Filimon este indisolubil legată de muzeul târgumureșean. Unul din cunoscuții intelectuali contemporani și prieten apreciat al lui Filimon, regretatul protopop David Lazăr, spunea despre acesta că era predestinat pentru o muncă de cercetare. Avea o fire întreprinzătoare, neliniștită și neobosită, într-o continuă căutare a lucrurilor și faptelor deosebite, încărcate de semnificații, arzând de nerăbdare și înflăcărându-se atunci când descoperea obiectul căutat, argumentul convingerilor sale.  
Contactul cu muzeografia l-a avut încă din 1914, prin intermediul unei personalități de marcă în domeniu, și anume Alexandru Tzigara-Samurcaș, directorul, pe atunci, al Muzeului de Artă Națională și Etnografie din București, care l-a angajat ca asistent și apoi ca secretar la muzeu, fiind apreciat pentru zelul depus în colecționarea obiectelor muzeale. Aici, Filimon și-a făcut ucenicia în domeniul muzeografiei etnografice.  
După stabilirea, în 1918, la Târgu-Mureș, se va preocupa de realizarea unui muzeu orășenesc complex. Filimon a adunat o colecție proprie etnografică din Monor și satele din jur, dintr-o zonă etnofolclorică deosebit de bogată, definita de geograful Laurean Someșan zona colinara a Munților Călimani. Cu aceste colecții începe Aurel Filimon demersurile pentru crearea unui muzeu „...arheologic, etnografic și de istorie naturală”. În demersul său este sprijinit și de ASTRA, care, la adunarea generală din decembrie 1920, la solicitarea lui Filimon, propune Primăriei Târgu-Mureș înființarea unui muzeu. Primăria a acceptat propunerea și-l numește pe Aurel Filimon custode de muzeu, începând cu data de 1 mai 1921.  
Se poate considera această dată ca moment al întemeierii muzeului târgumureșean. De acum începe munca de adunare a obiectelor, de constituire a colecțiilor muzeale și demersurile susținute la autorități pentru găsirea fondurilor necesare săpăturilor arheologice și achiziționării obiectelor muzeale, precum și pentru asigurarea spațiilor destinate adăpostirii acestor vestigii și expunerii lor pentru public. 
În activitatea sa de muzeograf a realizat două secții importante ale muzeului, și anume, cea de arheologie-istorie și cea de etnografie și artă populară. A început și constituirea unei colecții de istorie naturală, despre care avem prea puține date și care  a fost distrusă în timpul celui de al doilea război mondial. Această absurdă nimicire a unui efort de 35 de ani a însemnat o lovitură dureroasă, lovitură care, printre altele, a contribuit mult la sfârșitul său prematur. Cu tenacitatea sa cunoscută, a mai încercat să refacă această colecție, făcând în repetate rânduri tentativa de a obține fonduri în acest scop, dar nu a primit sprijinul solicitat din partea nici unui for dintre cele cărora li se adresase.   
Înființarea la Cluj a Comisiei Monumentelor Istorice, secțiunea pentru Transilvania, va avea efect benefic asupra cercetării arheologice și va duce la grăbirea procesului de îmbogățire a colecțiilor muzeale. Filimon colaborează cu această comisie prin adunarea unui bogat material arheologic din localitățile mureșene. În 1925 se vor relua, sub îndrumarea sa, săpăturile arheologice de la Cristești, localitate aflată în vecinătatea Tîrgu-Mureșului, unde se descoperise o așezare romană. Materialul arheologic găsit aici este extrem de bogat, valorificarea sa necesitând o extindere și o reorganizare a muzeului.   Alte localități din zona Mureșului unde va participa la săpături sunt: Mircești, Band, Iclănzel, Lechința și Suseni. La Suseni descoperă celebra fibulă, devenită ulterior emblema muzeului mureșean. Va colabora cu nume mari ale arheologiei românești ca: Vasile Pârvan, D. M.Teodorescu sau Emil Panaitescu.   
Activitatea muzeografică și științifică a lui Aurel Filimon în Târgu-Mureș a fost brusc întreruptă în anul 1940, când, în urma Dictatului de la Viena, a fost obligat să-și ia cu sine colecția muzeală personală și să plece la București deoarece autoritățile de ocupație horthiste l-au suspendat din postul de director de bibliotecă și muzeu. La București găsește posibilitatea de a-și continua munca legată de colecționarea obiectelor etnografice și de organizare a unor expoziții de artă populară românească în țară și peste hotare.  

## Moartea lui Aurel Filimon
După bombardarea Bucureștiului, la 4 aprilie 1944, casa în care locuia fiind distrusă, s-a retras cu familia în comuna Rapoltu Mare (jud. Hunedoara). În acest sat moare subit la 3 martie 1946.  
În 2009 la cererea familiei osemintele lui au fost duse în orașul pe care l-a iubit și pentru care a muncit fiind reînhumat în Cimitirul Central din Târgu-Mureș: „Ne-am gândit foarte mult la asta toată familia și ne-am hotărât să-l aducem la Târgu-Mureș pentru că el toată viața lui a lucrat pentru acest oraș ca să aibă muzeu. După primul război mondial, orașul nu avea muzeu doar palatul cultural. Nu i-a fost ușor pentru că a trebuit să facă niște săpături la Cristești, unde a găsit ceva urme romane și dacice, pe urmă a adunat etnografie din satele de pe lângă Călimani. Și dacă acesta a fost visul lui noi ne-am gândit să-l aducem în Târgu-Mureș, oraș pe care l-a părăsit datorită condițiilor politice din acea vreme,” a declarat fiica lui Aurel Filimon, Veronica Filimon.  
Despre Aurel Filimon s-au scris deja mai multe studii și articole, semnate de Valeriu Nițu, Nicolae Ionescu, Aurelia Diaconescu, Dimitrie Poptămaș, Melinte Șerban, care au interpretat cu competentă și au evocat cu căldură biografia și activitatea arheologului, etnografului, muzeologului, bibliologului și publicistului, a acelui atât de harnic „cărturar ardelean”, care – după cum se afirma în Tribuna Transilvaniei – a lăsat „în urma sa o lumină vie din care se adapă generații de cercetători ai trecutului neamului nostru”  
Privind în ansamblu munca pusă în slujba muzeului târgumureșean, putem aprecia că Aurel Filimon a fost un precursor al muzeografiei mureșene, un întemeietor care va rămâne pentru totdeauna în cartea de onoare a personalităților mureșene.  